# خسوف القمر يناير 2000
| الخسوف الكلي للقمر في 21 يناير 2000                                                             | الخسوف الكلي للقمر في 21 يناير 2000 |
| ----------------------------------------------------------------------------------------------- | ----------------------------------- |
| جزئيًا من بوينس آيرس ، 3:20 بالتوقيت العالمي                                                     |                                     |
| يمر القمر من الغرب إلى الشرق (من اليمين إلى اليسار) عبر ظل الأرض، كما هو موضح في فترات كل ساعة. |                                     |
| دورة ساروس                                                                                      | 124 (48 من 74)                      |
| غاما                                                                                            | -0.2957                             |
| قدر الخسوف                                                                                      | -1.3300                             |
| المدة (hr: mn: sc)                                                                              |                                     |
| الكلي                                                                                           | 1:16:59                             |
| الجزئي                                                                                          | 3:23:19                             |
| شبه الظل                                                                                        | 5:18:12                             |
| التوقيت ( UTC )                                                                                 |                                     |
| P1                                                                                              | 2:04:26                             |
| U1                                                                                              | 3:01:50                             |
| U2                                                                                              | 4:05:01                             |
| أعظم                                                                                            | 4:43:31                             |
| U3                                                                                              | 5:22:00                             |
| U4                                                                                              | 6:25:09                             |
| P4                                                                                              | 7:22:38                             |
| مر القمر مباشرة عبر مركز ظل الأرض عند العقدة الهابطة في برج القوس.                              |                                     |

حدث خسوف كلي للقمر يوم الجمعة 21 كانون الثاني (يناير) 2000 بالتوقيت العالمي (UT) ، واستمر من 02: 04–07: 22 بالتوقيت العالمي . خُسف فيه القمر في لمدة ساعة و17 دقيقة، في خسوف كلي عميق غطي 32٪ من قطر القمر داخل ظل الأرض المظلل. يعتمد التأثير المرئي لهذا على حالة الغلاف الجوي للأرض، وقد بدا القمر محمر اللون لرائيِه من أوروبا وغرب أفريقيا وأمريكا الشمالية والجنوبية. استمر الخسوف الجزئي لمدة 3 ساعات و23 دقيقة تقريبًا.

## خسوفات وكسوفات أخرى

### دورة السنة القمرية
| خسوفات القمر 1998–2002 | خسوفات القمر 1998–2002 | خسوفات القمر 1998–2002 | خسوفات القمر 1998–2002 | خسوفات القمر 1998–2002 | خسوفات القمر 1998–2002 | خسوفات القمر 1998–2002 | خسوفات القمر 1998–2002 | خسوفات القمر 1998–2002 |
| العقدة الهابطة         | العقدة الهابطة         | العقدة الهابطة         | العقدة الهابطة         |                        | العقدة الصاعدة         | العقدة الصاعدة         | العقدة الصاعدة         | العقدة الصاعدة         |
| ساروس                  | التاريخ                | النوع                  | غاما                   | ساروس                  | التاريخ                | النوع                  | غاما                   |                        |
| ---------------------- | ---------------------- | ---------------------- | ---------------------- | ---------------------- | ---------------------- | ---------------------- | ---------------------- | ---------------------- |
| 109                    | 08 أغسطس 1998          | خسوف شبه الظل          | 1.4876                 | 114                    | 1999 يوليو 31          | خسوف شبه الظل          | -1.0190                |                        |
| 119                    | 1999 يوليو 28          | خسوف جزئي              | 0.7863                 | 124                    | خسوف القمر يناير 2000  | خسوف كلي               | -0.2957                |                        |
| 129                    | خسوف القمر يوليو 2000  | خسوف كلي               | 0.0302                 | 134                    | خسوف القمر يناير 2001  | خسوف كلي               | 0.3720                 |                        |
| 139                    | خسوف القمر يوليو 2001  | خسوف جزئي              | -0.7287                | 144                    | خسوف القمر ديسمبر 2001 | خسوف شبه الظل          | 1.0732                 |                        |
| 149                    | خسوف القمر يونيو 2002  | خسوف شبه الظل          | -1.4440                |                        |                        |                        |                        |                        |
|                        |                        |                        |                        |                        |                        |                        |                        |                        |
| آخر مجموعة             | 1998 سبتمبر 06         | 1998 سبتمبر 06         | 1998 سبتمبر 06         | آخر مجموعة             | 1998 مارس 13           | 1998 مارس 13           | 1998 مارس 13           |                        |
|                        |                        |                        |                        |                        |                        |                        |                        |                        |
| المجموعة التالية       | 2002 مايو 26           | 2002 مايو 26           | 2002 مايو 26           | المجموعة التالية       | خسوف القمر نوفمبر 2002 | خسوف القمر نوفمبر 2002 | خسوف القمر نوفمبر 2002 |                        |

### دورة تريتوس
تتكرر دورة تريتوس كل 31 يومًا أقل من 11 عامًا في العقد المتناوبة. تتضمن هذه الدورة 20 خسوفًا كاملًا بين 24 أبريل 1967 و11 أغسطس 2185، وحدث الخسوف كليًا لمرة واحدة فقط في 19 نوفمبر 2021.
| خسوفات القمر (مجموعة فرعية 1901–2087) | خسوفات القمر (مجموعة فرعية 1901–2087) | خسوفات القمر (مجموعة فرعية 1901–2087) | خسوفات القمر (مجموعة فرعية 1901–2087) | خسوفات القمر (مجموعة فرعية 1901–2087) | خسوفات القمر (مجموعة فرعية 1901–2087) | خسوفات القمر (مجموعة فرعية 1901–2087) |
| العقدة الهابطة                        | العقدة الهابطة                        | العقدة الهابطة                        |                                       | العقدة الصاعدة                        | العقدة الصاعدة                        | العقدة الصاعدة                        |
| دورة ساروس                            | التاريخ                               | النوع                                 | دورة ساروس                            | التاريخ                               | النوع                                 |                                       |
| ------------------------------------- | ------------------------------------- | ------------------------------------- | ------------------------------------- | ------------------------------------- | ------------------------------------- | ------------------------------------- |
| 115                                   | 1901 أكتوبر 27                        | خسوف جزئي                             | 116                                   | 1912 سبتمبر 26                        | خسوف جزئي                             |                                       |
| 117                                   | 1923 أغسطس 26                         | خسوف جزئي                             | 118                                   | 1934 يوليو 26                         | خسوف جزئي                             |                                       |
| 119                                   | 1945 يوليو 25                         | خسوف جزئي                             | 120                                   | 1956 مايو 24                          | خسوف جزئي                             |                                       |
| 121                                   | 1967 أبريل 24                         | خسوف كلي                              | 122                                   | 1978 مارس 24                          | خسوف كلي                              |                                       |
| 123                                   | 1989 فبراير 20                        | خسوف كلي                              | 124                                   | خسوف القمر يناير 2000                 | خسوف كلي                              |                                       |
| 125                                   | خسوف القمر ديسمبر 2010                | خسوف كلي                              | 126                                   | 2021 نوفمبر 19                        | خسوف جزئي                             |                                       |
| 127                                   | 2032 أكتوبر 18                        | خسوف كلي                              | 128                                   | 2043 سبتمبر 19                        | خسوف كلي                              |                                       |
| 129                                   | 2054 أغسطس 18                         | خسوف كلي                              | 130                                   | 2065 يوليو 17                         | خسوف كلي                              |                                       |
| 131                                   | 2076 يوليو 17                         | خسوف كلي                              | 132                                   | 2087 مايو 17                          | خسوف كلي                              |                                       |
| 133                                   | 2098 أبريل 15                         | خسوف كلي                              |                                       |                                       |                                       |                                       |

### دورة نصف ساروس
سوف يسبق خسوف القمر كسوف للشمس ويتبعه 9 سنوات و5.5 أيام (نصف ساروس). يرتبط خسوف القمر هذا بخسوفين حلقيين للشمس من دورة ساروس 13.
| 15 يناير 1991 | 26 يناير 2009 |
| ------------- | ------------- |
|               |               |

### خسوفات وكسوفات في عام 2000
- خسوف كلي للقمر في 21 يناير.
- كسوف جزئي للشمس يوم 5 فبراير.
- كسوف جزئي للشمس في الأول من تموز (يوليو).
- خسوف كلي للقمر في 16 يوليو.
- كسوف جزئي للشمس في 31 يوليو.
- كسوف جزئي للشمس في 25 ديسمبر.

## روابط خارجية
- خسوف القمر في دورة ساروس 124